# Rosny-sous-Bois
Rosny-sous-Bois és un municipi francès, situat al departament de Sena Saint-Denis i a la regió de l'Illa de França. L'any 2006 tenia 39.105 habitants.
Forma part del cantó de Montreuil-1 i del districte de Le Raincy. I des del 2016, de la divisió Grand Paris - Grand Est de la Metròpoli del Gran París.